# Akua Sena Dansua

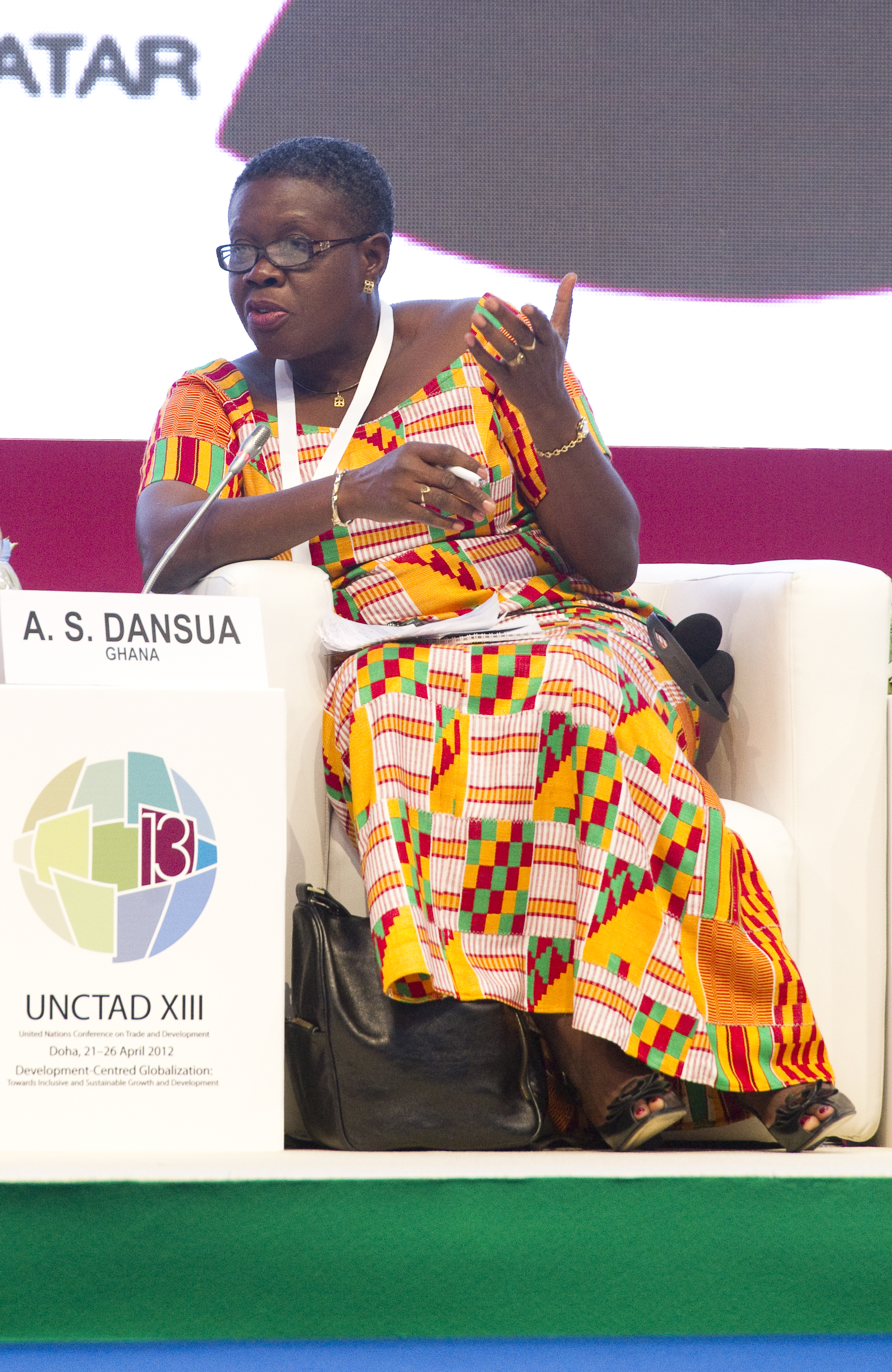
Akua Sena Dansua

Akua Sena Dansua (* 23. April 1958 in Hohoe) ist eine ghanaische Politikerin und Diplomatin.

## Ausbildung
Akua Sena Dansua besuchte die Mawuli School in Ho und erhielt einen Abschluss auf dem 'O' und 'A' Niveau entsprechend dem General Certificate of Education. Sie war Schulsprecherin. 1982 schloss sie ihre Journalistinnenausbildung am Ghana Institute of Journalism ab. In der Folge absolvierte sie 1990 einen Aufbaustudiengang der Kommunikationswissenschaft an der Universität von Ghana.
Sie ist Master der öffentlichen Verwaltung des Ghana Institute of Management and Public Administration.

## Werdegang
Von 1979 bis 1980 war Akua Sena Dansua Wahlassistentin bei der Electoral Commission of Ghana. Von 1983 bis 1987 war sie Chefredakteurin beim Nigerian Reporter. Sie war ebenfalls als Reporterin bei der Wochenzeitung Weekly Spectator in Accra tätig und technische Beraterin beim National Council of Women und Entwicklung, sowie Medienberaterin für das Entwicklungsprogramm der Vereinten Nationen. 1991 erhielt sie ein Stipendium des The Dag Hammarskjöld Fund for Journalists als vielversprechendste Journalistin in Afrika. Mit dem Stipendium berichtete sie drei Monate von der 41. Sitzungsperiode der Generalversammlung der Vereinten Nationen aus New York City. Sie vertrat Ghana 1995 bei der Fourth World Conference on Women in Peking. Von Juli 1997 bis Dezember 2000 war sie Leiterin der Exekutive im Kpando Municipal District. 1998 vertrat sie Ghana bei der Vorbereitung der World Conference on Governance in Manila.
Akua Sena Dansua war während drei Legislaturperioden, vom 1. Juli 2000 bis zum 1. Juli 2013 Abgeordnete im Parlament von Ghana. 2003 vertrat sie Ghana bei den Feiern der Lok Sabha zu 50 Jahre Demokratie in Indien. Von 2004 bis Januar 2009 war sie stellvertretende Whip des National Democratic Congress im Parlament von Ghana. 2005 vertrat sie Ghana in der Überprüfungssitzung der Fourth World Conference on Women in Peking + 10 bei den Vereinten Nationen. Von Februar 2009 bis Januar 2010 war sie Ministerin für Angelegenheiten von Frauen und Kindern, 2009 leitete sie die ghanaische Delegation zur Überprüfungssitzung der Fourth World Conference on Women Peking + 14 in New York. von 2010 bis 2011 war sie Ministerin für Jugend und Sport. 2010 begleitete Akua Sena Dansua die Ghanaische Fußballnationalmannschaft zur Fußball-Weltmeisterschaft 2010 nach Südafrika, wo diese als  einzige afrikanische Mannschaft das Viertelfinale erreichte. Von 2011 bis 2013 war sie Ministerin für Tourismus. Seit dem 3. Juli 2014 ist sie Botschafterin in Berlin.